# علاء ضهير
علاء ضهير هو لاعب كرة قدم فلسطيني يلعب حالياً في أهلي بيت حانون بعد أن إنتقل من نادي الجلاء ، وفي عام 2021 اتنقل من نادي أهلي بيت حانون إلى نادي الأقصى.
يلعب حالياً في دوري قطاع غزة الدرجة الأولى.